# Rajiva Wijesinha
Rajiva Wijesinha (Colombo, 16 maggio 1954) è uno scrittore cingalese.

## Biografia
Rajiva Wijesinha, nato il 16 maggio 1954 a Colombo, scrittore e storico cingalese, è professore di lingue presso la Sabaragamuwa University in Sri Lanka ed è anche coordinatore del programma accademico dell'Accademia Militare dello Sri Lanka. È consulente presso il dipartimento di inglese del Ministero dell'Educazione e presiede il Comitato per gli Affari Accademici dell'Istituto Nazionale dell'Educazione. È anche membro della Commissione Nazionale per l'Educazione dello Sri Lanka e del Centro Bandaranaike per gli Studi Internazionali.
Rajiva Wijesinha si è laureato presso la Oxford University dove ottenne anche il dottorato. È presidente del Liberal Party of Sri Lanka ed è stato candidato presidenziale durante le elezioni del 1999. È vicepresidente dell'Internazionale Liberale e membro del Comitato per la Difesa dei Diritti Umani.
Ha pubblicato molte opere di narrativa, critica letteraria, filosofia politica e storia. Ha pubblicato recentemente per Foundation Book della Cambridge University Press, The Foundations of Modern Society, Political Principles and their practice in Sri Lanka e A Handbook of English Grammar. Attualmente fa parte del comitato editoriale del Journal of Commonwealth Literature. Il suo romanzo Servi (Servants) ha vinto il Premio Gratiaen per le opere dello Sri Lanka in inglese, presentato da Michael Ondaatje.
Rajiva Wijesinha ha lavorato a lungo per il British Council ed è anche stato Visiting Professor della University of Pittsburgh. Ha risieduto presso il Bellagio Centre della Fondazione Rockfeller e presso lo Hawthornden Centre per scrittori, dove ha lavorato a The Limits of Love (I limiti dell'amore) l'ultimo volume della trilogia iniziata con Atti di fede (Acts of Faith). La trilogia tratta della violenza politica in Sri Lanka e l'ultimo volume è incentrato sul rapimento e omicidio del poeta e giornalista Richard de Zoysa.

## Opere
- Servi, 2002 (Servants: A Cycle, 1995)
- Atti di fede, 2006 (Acts of Faith, 1985)
- Days of Despair, 1989 (Giorni di disperazione)
- The Lady Hippopotamus and Other Stories, 1991 (La signora Hippopotamus e altri racconti)
- An English Education, 1996 (Una educazione inglese)
- The Limits of Love, 2005 (I limiti dell'amore)